# اچ‌ام‌اس داونتلس (دی۳۳)
اچ‌ام‌اس داونتلس (دی۳۳) (به انگلیسی: HMS Dauntless (D33)) یک کشتی است که طول آن ۱۵۲٫۴ متر (۵۰۰ فوت ۰ اینچ) می‌باشد. این کشتی در سال ۲۰۰۷ ساخته شد.